# Sektor (hårddisk)
Sektor en indelning av spåren på ett roterande magnetiskt skivminne som hårddisk och diskett eller optiska medier som CD och DVD skiva. En sektor lagrar en viss mängd data, vilket bestäms vid formatering av hårddisken, typiskt 512 eller 2048 bytes. Det är den minsta mängd data som kan skrivas eller läsas i en operation. Innebörden av detta är att data som ska sparas alltid skrivs som en eller flera sektorer, även om inte hela utrymmet behöver användas. För att hålla reda på vilka sektorer som hör ihop och till vilken fil de tillhör används ett filsystem, till exempel FAT, FAT32 och NTFS. Se även följande tabell.

## Exempel vid en sektorstorlek på 512 bytes
| Storlek på data | Storlek på lagringsmedium | Antal sektorer |
| 1 byte          | 512 byte                  | 1              |
| 17 byte         | 512 byte                  | 1              |
| 512 byte        | 512 byte                  | 1              |
| 513 byte        | 1024 byte                 | 2              |